# Koronis
Koronis var en thessalisk prinsessa i den grekiska mytologin, dotter till kung Phlegyas. Hon förfördes av Apollon och födde Asklepios.
Koronis var förälskad i en ung prins som hette Ischys, som hon i hemlighet träffade trots att hon redan var gravid med Apollon. Apollon misstänkte att Koronis älskade Ischys mer än honom själv, och när han blev tvungen att göra en resa, lämnade han en vit kråka som skulle bevaka henne. Efter endast några få dagar kom kråkan flygande till bergen där Apollon vistades, och berättade att Koronis var tillsammans med sin älskare. Apollon blev ursinnig på fågelns försummelse att inte vakta Koronis ordentligt och dömde fågeln och alla dennes efterkommande att vara svarta.
Apollon ville även straffa Koronis, men kunde inte förmå sig att göra det själv, varför han bad sin syster Artemis i stället. Artemis sköt Koronis till döds med en av sina pilar. När Koronis redan låg på likbålet ilade Apollon fram och räddade sitt barn ur lågorna och gav det till kentauren Chiron för att uppfostras och han växte upp under dennes uppsikt till en skicklig läkare.